# Замостська фортеця
Замостська фортеця (пол. Twierdza Zamość) — комплекс фортифікаційних споруд, побудованих разом з містом Замо́стя (південно-східна Польща). Була зведена між 1579 і 1618 роками, будівництво ініціював канцлер і коронний гетьман Ян Замойський. Одна з найбільших фортець Речі Посполитої. Надійність споруди дозволила захисникам успішно протистояти атакам козаків і шведів під час Потопу. Була знесена в 1866 році, хоча деякі її частини збереглися.
За всю свою історію фортеця пройшла через шість облог, перша з яких відбулася в 1648 році під час повстання Хмельницького. Вісім років по тому вона була оточена шведами, які прийшли туди ще раз в 1703 році. Потім, в 1809 році фортеця тримала в облозі армія Варшавського герцогства, яка захопила її в австрійців. Найтриваліша облога відбулася в 1813 році, коли польський гарнізон протягом 8 місяців захищав фортецю від російських окупантів. Остання облога пройшла під час Листопадового повстання, коли Замостя стало останнім місцем оборони поляків. Фортеця була закрита в 1866 році, коли вона вже застаріла.

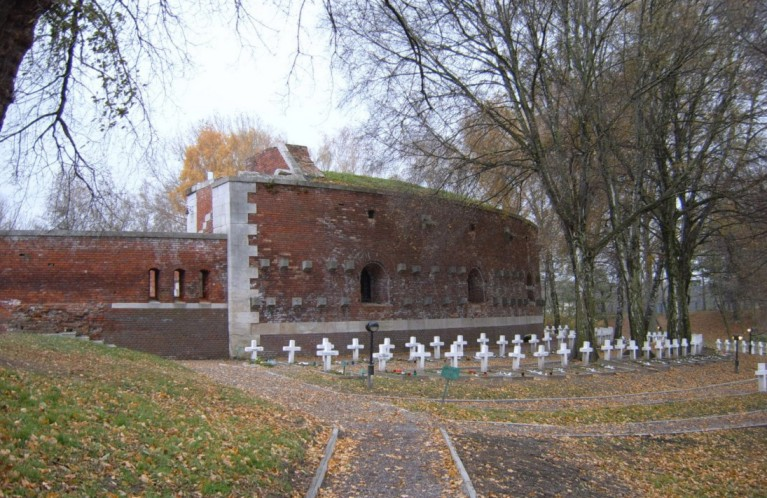
Один зі збережених фрагментів фортеці, де нині розташовується музей.

## Будівництво
Фортеця Замостя є дітищем канцлера Яна Замойського, який у другій половині  XVI століття вирішив заснувати нове місто імені себе.  Хартія про заснування міста була видана 3 квітня 1580 року.
Фортифікації і місто будували за проєктом італійського архітектора з Падуї, Бернардо Морандо. Він вирішив скористатися двома місцевими річками — Топорницею та Лабунькою, чиї води заповнили фортечний рів.
Перший замок був побудований в 1579 році. У наступні роки були зведені додаткові споруди — арсенал (1582), Люблінські ворота (1588), Львівська брама (1 599) і Щебрешинські ворота, завершені в 1603 році Блезом Гоцманом. Всі ворота були з підйомним мостом. Весь комплекс був завершений в 1620 році іншим італійським архітектором, Андреа дель Аква, якому допомагали Ян Вольф і Ян Ярошовиць. Фортеця була зведена у формі семикутника, із сімома бастіонами, розташованими приблизно в 200 метрах один від одного, так як саме на таку відстань била артилерія XVII століття. Фортеця, з її вражаючими цегляними стінами, була 12 м у висоту і 2,5 м завтовшки. На момент свого спорудження фортифікація була однією з найсучасніших і найбільших опорних пунктів Речі Посполитої, разом із Кам'янцем-Подільським.
У 1683 році архітектор Ян Міхал Лінк почав модернізацію фортеці, яку проводили до 1694 року. Стіни були укріплені, два невеликих бастіони були замінені на один великий. Після цих робіт фортеця не розширювалася до 1809 року, коли уряд Варшавського герцогства виділив кошти на її зміцнення. Були розміщені нові ворота, двоє старих воріт були замуровані, бастіони були збільшені. Однак роботи не були завершені через початок Французько-російської війни 1812 року.
Подальші поліпшення були продовжені урядом Королівства Польського: в 1820 році місто було викуплено з ординації Станіслава Костка Замойського. Всі будівлі в радіусі 1 200 метрів від стіни були зруйновані, а в радіусі 2 400 метрів була дозволена споруда тільки дерев'яних споруд. Був зведений Каземат, а також були вириті окопи. Будинки в місті були реконструйовані таким чином, щоб вони могли використовуватися у військових цілях. Вони були позбавлені прикрас у стилі бароко і перебудовані в стилі неокласицизму.

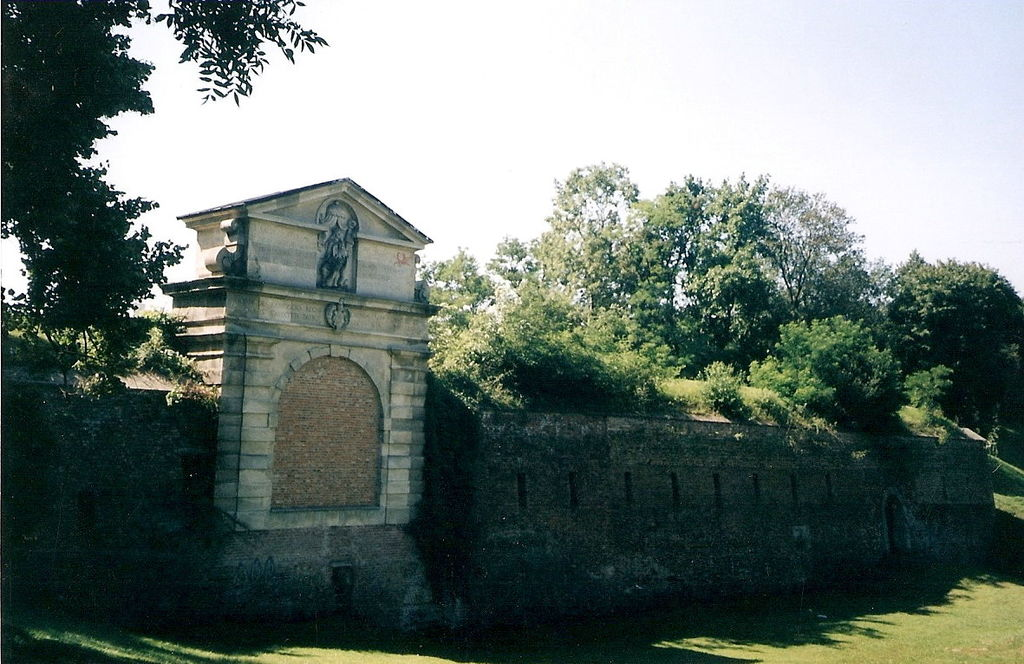
Люблінські ворота

## Ліквідація фортеці і сучасність
Після Листопадового повстання фортеця занепала. Імператор Олександр II ухвалив рішення про закриття фортеці в 1866 році. У наступні роки основна частина укріплень була зруйнована.

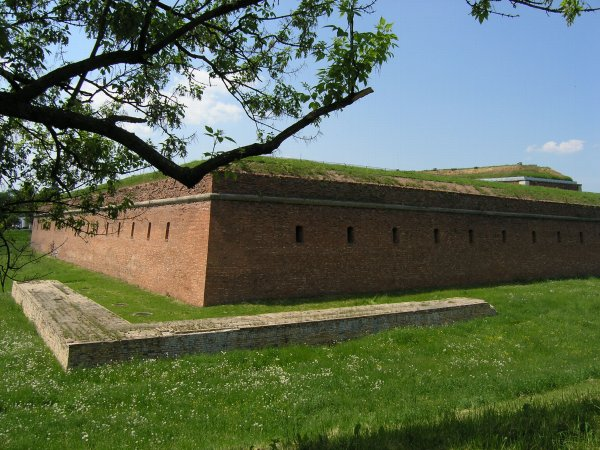
Частина укріплень

У 1992 році Замостя, який є одним з класичних пам'яток міської забудови Ренесансу, був включений до списку Всесвітньої культурної спадщини ЮНЕСКО.